# Бой за конвой «Дуйсбург»
Бой за конвой «Дуйсбург» — морской бой между эскадрой ВМФ Великобритании и конвоем итальянского флота. Состоялся в ночь с 8 на 9 ноября 1941 года в Средиземном море юго-западнее итальянского морского порта Калабрия.
Получив информацию от системы криптоанализа Ultra, британское «Соединение K» внезапной ночной атакой с использованием радара уничтожило все транспортные суда конвоя и потопило итальянский эсминец «Фульмине». На следующее утро эсминец «Либеччо», подбиравший в море членов экипажа и пассажиров потопленных судов, был также потоплен британской подводной лодкой Upholder.
Благодаря применению радиодальномеров орудийной наводки и расшифровке кода сообщений противника, ночная атака закончилась убедительной победой англичан, несмотря на значительное численное и качественное превосходство сил итальянского эскорта.

## Предыстория
Итальянский конвой, в составе 7 немецких и итальянских транспортных судов, шел из Неаполя в Триполи и перевозил 17 тысяч тонн топлива, личный состав пополнения, 389 единиц военной техники, 34 473 тонны военного имущества и боеприпасов для итальянской и немецкой армий, сражавшихся в Северной Африке. Конвой также перевозил членов гражданской администрации Итальянской Ливии. Эскорт конвоя составляли 2 тяжелых крейсера и 10 эскадренных миноносцев итальянского ВМФ.
Чтобы избежать налетов британской авиации, действовавших в дневное время, командование итальянского флота решило отправить конвой ночью. Маршрут конвоя был проложен к востоку от Мальты, а не к западу, как обычно, поскольку аэродромы в Ливии находились под контролем стран Оси. Скорость конвоя составляла 9 узлов, а дальнее прикрытие шло зигзагом со скоростью 16 узлов. Итальянское командование упустило из виду возможность применения противником радара и было уверено, что при такой схеме движения британские корабли не смогут атаковать конвой.
Британская разведка заранее узнала о подготовке конвоя по данным радиоперехвата, расшифрованных системой «Ultra». Кроме того, по результатам воздушной разведки британского самолета-разведчика «Мэриленд» было обнаружено сосредоточение в порту Неаполя значительного количества боевых и вспомогательных судов.

## Ход боя
На перехват конвоя вышло «Соединение K» британского флота, под командованием капитана У. Агнью. Конвой был обнаружен с помощью радаров, установленных на британских судах.
Скрытно сблизившись с конвоем, британские крейсера и эсминцы открыли шквальный огонь с расстояния 5 км. В короткое время были потоплены все транспорты конвоя. Получили значительные повреждения итальянские эскадренные миноносцы «Маестрале» и «Грекале». Легкий крейсер «Пенелопи» и эсминец «Ланс» потопили эсминец «Фульмине».
Потратив практически все боеприпасы, «Соединение K» организовано отошло к Мальте.

## Комментарии
1. ↑   Итальянский конвой имел кодовое  название BETA, однако бой известен по названию крупнейшего транспортного судна конвоя  — немецкого парохода SS «Дуйсбург».
2. ↑  Итальянские корабли не имели оборудования для ведения боя в ночное время, такого как радарные дальномеры артиллерийской наводки. Кроме того, наблюдатели отмечали недостатки в подготовке итальянских экипажей к бою в условиях низкой видимости, а также некомпетентность адмирала Бруно Бривонези[англ.] командовавшего эскортом. Бривонези был судим военным трибуналом и отстранен от командования до июня 1942 года[2].